# Portugiesen in Deutschland

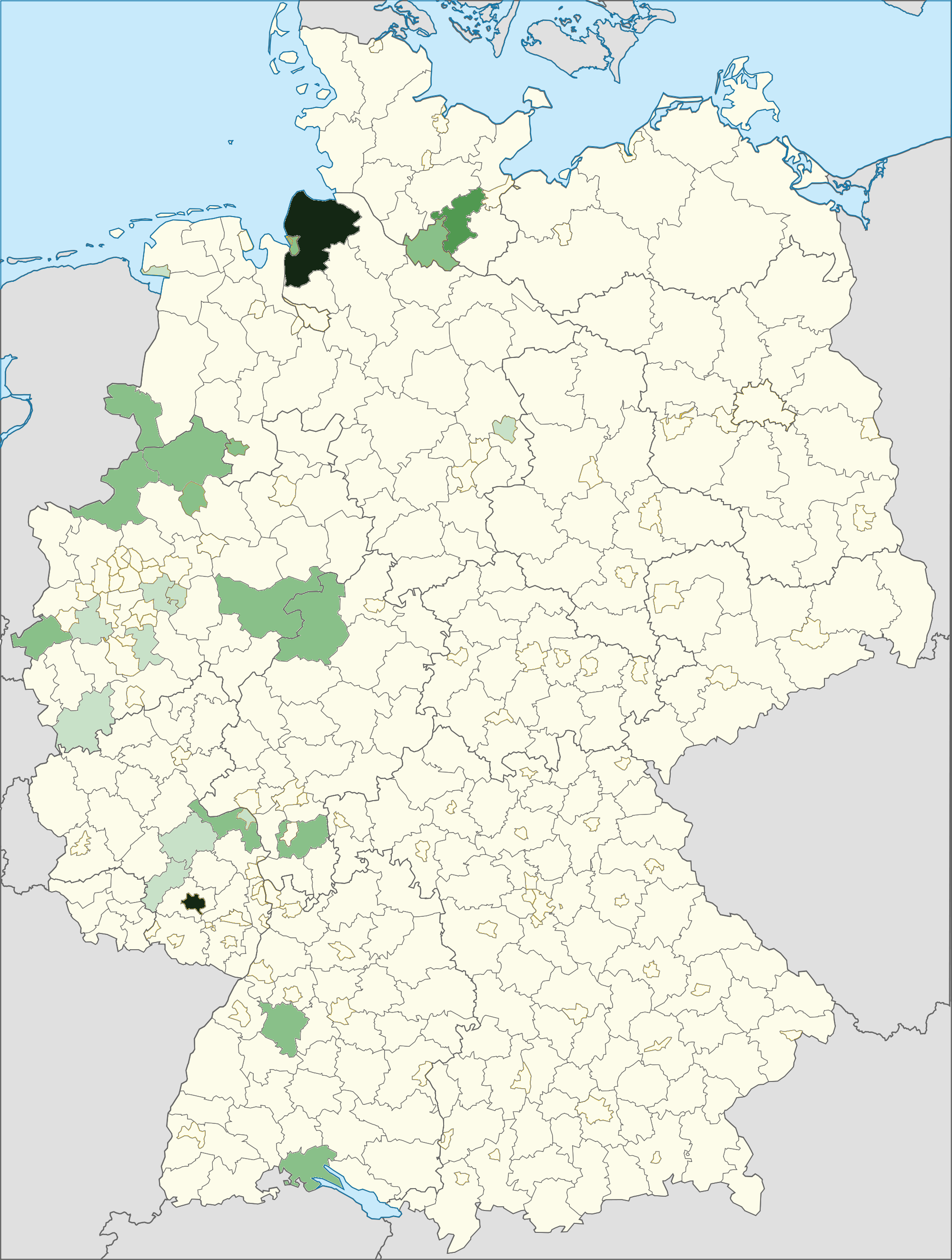
Relative Häufigkeit portugiesischer Staatsangehöriger auf Kreisebene 2014 (im Verhältnis zu anderen ausländischen Bevölkerungsgruppen)

Portugiesen in Deutschland sind seit dem 16. Jahrhundert bekannt. Sie sind heute Teil der weltweit verstreuten portugiesischen Diaspora und gelten als allgemein unauffällig und gut integriert.
Im Jahr 2015 lebten 133.929 Portugiesen in Deutschland, bis 2017 stieg diese Zahl auf 146.810. Daraufhin ist sie bis zum Jahr 2023 auf 140.275 gefallen.

## Geschichte

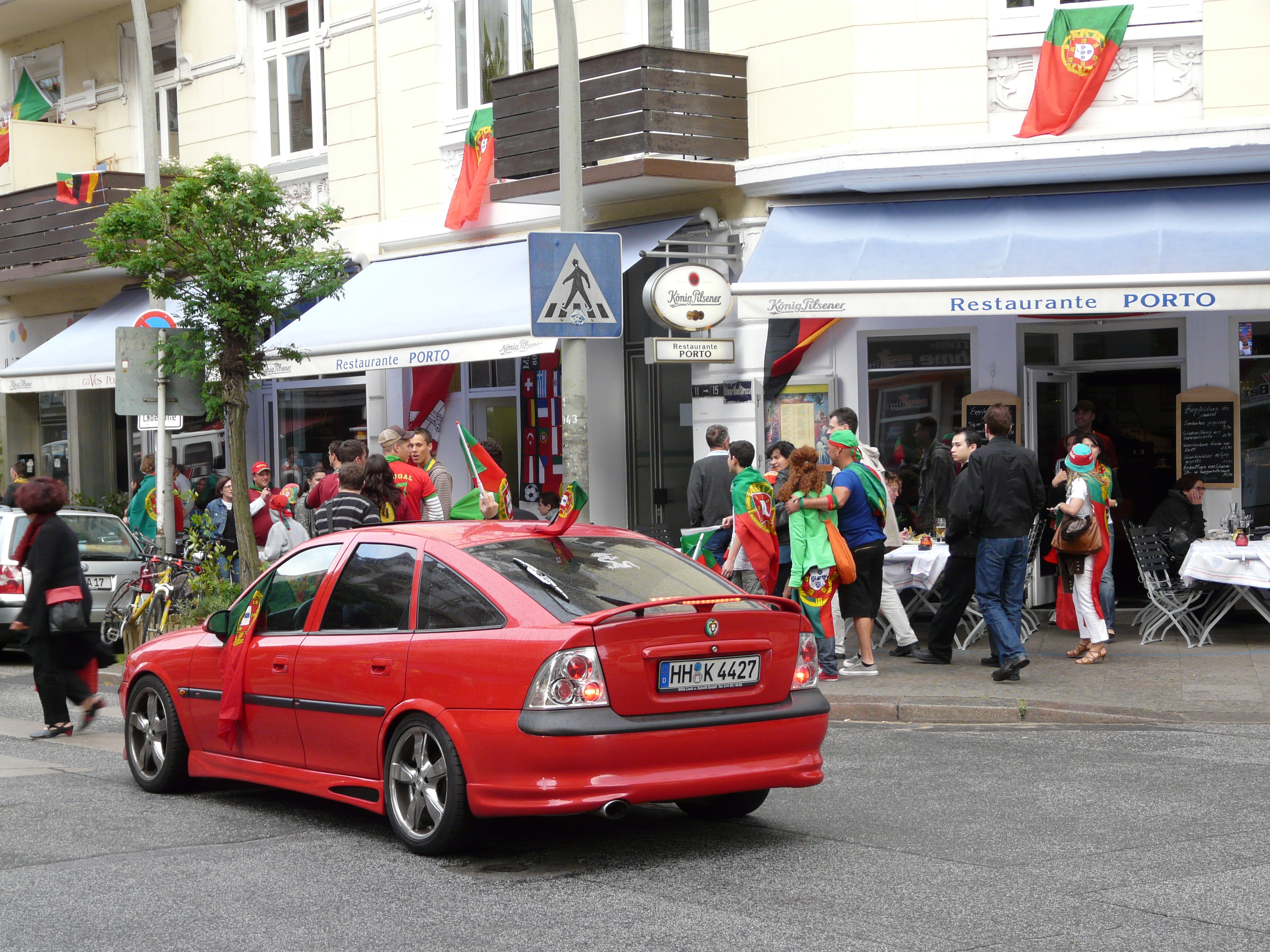
Im Hamburger Portugiesenviertel, während der EM 2008

Die erste größere portugiesische Gemeinde in Deutschland entstand im 16. Jahrhundert in der Hansestadt Hamburg, als sich sephardische Juden vor der Inquisition auch hierher flüchteten.
Während des Ersten Weltkriegs wurden vorübergehend etwa 5.000 portugiesische Kriegsgefangene in Deutschland festgehalten, ganz überwiegend im eigens errichteten Kriegsgefangenenlager Breesen, vereinzelt aber auch in anderen Lagern, etwa in Soltau-Ahlften.
In den letzten drei Kriegsjahren des Zweiten Weltkriegs wurden auch Portugiesen in deutsche Konzentrationslager deportiert, überwiegend aus dem besetzten Frankreich. Einige Dutzend von ihnen kamen dort um. Zuvor waren 1941 etwa 150 portugiesische Freiwillige innerhalb der spanischen Blauen Division auf der Seite Nazideutschlands in den Krieg gezogen. Sie waren vor allem Ehemalige der Legion Viriato und kämpften an der Ostfront.
Im Zuge des Anwerbeabkommens zwischen der Bundesrepublik Deutschland und Portugal kamen ab 1964 zehntausende Portugiesen als Gastarbeiter. Nach der Nelkenrevolution 1974 und dem EU-Beitritt 1986 erlebte Portugal ein beträchtliches Wirtschaftswachstum und eine Abnahme der Auswanderung.
Mit der Wirtschaftskrise in Portugal nach der Finanzkrise ab 2007 nahm die Einwanderung aus Portugal wieder zu, auch nach Deutschland. Waren es in den 1960er Jahren vornehmlich Handwerker und Ungelernte, so sind die Zuwanderer nun meist gut ausgebildet, häufig Akademiker. Insbesondere in den 2010er Jahren zog es Akademiker, Spezialisten und Studenten aus Portugal zunehmend nach Berlin, das nach 2016 gar Hamburg als Stadt mit der traditionell größten portugiesischen Gemeinde ablöste.

## Zahlen und geografische Verteilung

Regionale Verteilung der portugiesischen Staatsbürger 2021

Insgesamt lebten im Jahr 2017 in Deutschland 146.810 Portugiesen, nach 133.929 im Jahr 2015 und 111.530 im Jahr 2011.
War Hamburg bis etwa 2015 traditionell die Stadt mit der bedeutendsten portugiesischen Gemeinde, so ist dies seit 2017 Berlin. Die Städte mit den zahlenmäßig stärksten portugiesischen Bevölkerungsgruppen waren 2017:
- Berlin (14.905 Personen = 10,1 % der portugiesischen Gemeinde in Deutschland)
- Hamburg (9.390 Personen = 6,4 %)
- Stuttgart (4.470 Personen = 3 %)
- Frankfurt (4.170 Personen = 2,8 %)
- Köln (3.675 Personen = 2,5 %)

Unter den Bundesländern weist NRW mit 26,1 % den größten portugiesischen Bevölkerungsanteil in Deutschland auf, mit Schwerpunkten in Köln, Düsseldorf/Neuss, Dortmund, Hagen, dem Sauerland, dem Münsterland und Ostwestfalen. Sie zählen jedoch nicht zu den bedeutendsten ausländischen Bevölkerungsgruppen NRWs.
Am geringsten vertreten sind Portugiesen in den Bundesländern Thüringen (0,4 % der Portugiesen in Deutschland), Brandenburg (0,2 %) und schließlich Mecklenburg-Vorpommern, wo gerade 0,1 % der in Deutschland lebenden Portugiesen gezählt wurden (alle Zahlen: Statistisches Bundesamt 2017).
Im Jahr 2021 lebten in Deutschland 138.695 Portugiesen. Hamburg ist wieder die bedeutendste portugiesische Gemeinde Deutschlands, nachdem Berlin zwischen 2017 und 2021 über die Hälfte seiner portugiesischen Einwohner verloren hat. Die Kreise mit den meisten Portugiesen waren 2021:
- Hamburg (9.070 Personen = 6,5 % der portugiesischen Gemeinde in Deutschland)
- Berlin (6.980 Personen = 5,0 %)
- Frankfurt am Main (4.065 Personen = 2,9 %)
- Stuttgart (3.915 Personen = 2,8 %)
- Köln (3.355 Personen = 2,4 %)
- München (3.280 Personen = 2,4 %)

Unter den Bundesländern hat Nordrhein-Westfalen wieder den größten Anteil von portugiesischen Staatsbürgern (27,2 % der Portugiesen in Deutschland), dahinter folgen Baden-Württemberg (20,8 %) und Hessen (11,0 %). Die niedrigsten Anteile haben wie bereits 2017 Thüringen (0,4 %), Brandenburg (0,4 %) und Mecklenburg-Vorpommern (0,2 %).
Anzahl der Einbürgerungen zwischen 2016 und 2020 laut Einbürgerungsstatistik des Statistischen Bundesamtes:
| Jahr                      | 2016 | 2017 | 2018 | 2019 | 2020 | Summe 2016–2020 |
| ------------------------- | ---- | ---- | ---- | ---- | ---- | --------------- |
| Anzahl der Einbürgerungen | 756  | 803  | 745  | 760  | 635  | 3.699           |

## Öffentliche Einrichtungen, Bildung und Kultur

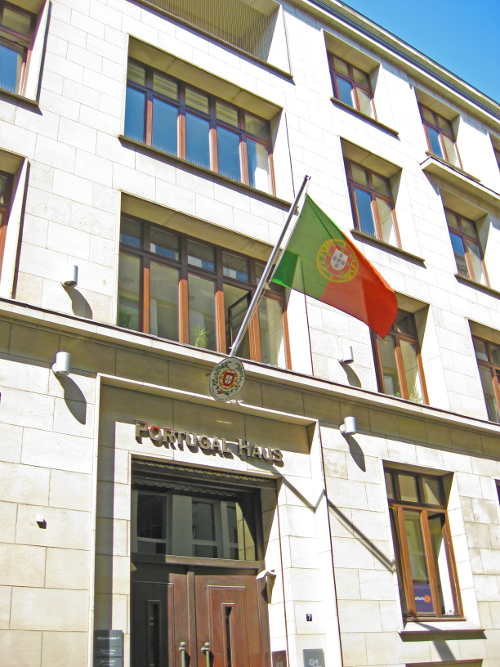
Das „Portugal-Haus“ in Hamburg, u. a. Sitz des Generalkonsulats

In vielen deutschen Städten gibt es portugiesische Kulturvereine, portugiesischsprachige Kirchengemeinden und portugiesisch-muttersprachlichen Unterricht, auch an Regelschulen. Am Dortmunder Max-Planck-Gymnasium etwa wird Portugiesisch bis zum Abitur angeboten.
Die portugiesischen Kulturvereine sind zu einem Großteil im Bundesverband FAPA (Federação das Associações Portuguesas na Alemanha
(Bundesverband der portugiesischen Vereine in Deutschland)) organisiert.
Das portugiesische Kulturinstitut Instituto Camões unterhält in Hamburg ein Sprachzentrum und in Berlin ein Kulturzentrum, neben einer Reihe Kooperationen und Lektorate.
Seit 1993 erscheint deutschlandweit die portugiesischsprachige Zeitung Portugal Post mit Sitz in Dortmund, seit 2018 Berlin.

## Wirtschaft
Das „Portugiesisch-Deutsche Branchenbuch 2016“ des Portugal Post-Verlags in Dortmund listet etwa 1.300 Unternehmen von Portugiesen in Deutschland auf, meist kleine und mittlere Unternehmen und überwiegend aus den Bereichen Gastronomie, Handel und Handwerk. Zu einem Teil sind sie im 1996 gegründeten Verband Portugiesischer Unternehmen in Deutschland (VPU) organisiert.
Auch Unternehmen aus Portugal sind in Deutschland tätig. Dazu gehören die Inapa-Tochter Papier Union und die Sonae Sierra, die einige Einkaufszentren in Deutschland betreibt, darunter das Alexa Berlin, das LOOP5 und die Münster-Arkaden.
Die Martifer Group aus Oliveira de Frades, ein Unternehmen für Erneuerbare Energie und Metallbau, ist Mehrheitseigner bei Senvion, dem ehemaligen deutschen Windenergieanlagenbauer REpower Systems.
Auch einige portugiesische Banken sind in Deutschland vertreten, darunter die Caixa Geral de Depósitos mit eigener Niederlassung in Berlin.
2011 eröffnete die international tätige portugiesische Hotelgruppe Pestana ihr erstes Haus in Deutschland, das Viersternehotel Pestana Berlin Tiergarten.

## Religion
Die in Deutschland lebenden Portugiesen sind überwiegend katholischen Glaubens. In vielen Orten werden portugiesischsprachige Gottesdienste abgehalten.
Seit den 1970er Jahren findet im westfälischen Werl alljährlich am Sonntag, der dem 13. Mai am nächsten liegt, eine Fátima-Wallfahrt der portugiesischen Gemeinde statt.

## Persönlichkeiten
Eine Reihe länger oder ganz in Deutschland lebender Portugiesen wurde in der deutschen Öffentlichkeit bekannt. Es folgt eine kleine, alphabetisch sortierte Auswahl:
- Miguel Alexandre (* 1968), Regisseur und Drehbuchautor, u. a. mehrere Tatort-Folgen
- Arthur Duarte (1895–1982), Schauspieler und Regisseur, war UFA-Schauspieler und kehrte 1933 nach Portugal zurück
- José Luis Encarnação (* 1941), Informatiker, Gründer des Fraunhofer-Instituts für Graphische Datenverarbeitung
- Marcus da Gloria Martins (* 1973), Polizeibeamter und Pressesprecher
- Catarina dos Santos Firnhaber (* 1994), Politikerin
- Vianna da Motta (1868–1948), Komponist und Pianist, lebte und wirkte 30 Jahre in Deutschland
- Lourdes Picareta (* 1958), Filmemacherin, insbesondere für das SWR Fernsehen
- Sérgio Pinto (* 1980), Fußballspieler
- Telmo Pires (* 1972), Chanson- und Fado-Sänger
- Diverse Fußballspieler, die aus Portugal stammten und bei deutschen Profivereinen spielten, so Paulo Sousa (* 1970) (Borussia Dortmund) etc.
- Aquilino Ribeiro (1885–1963), portugiesischer Schriftsteller, war mit einer deutschen verheiratet (Grethe Tiedemann, Sohn Fritz Tiedemann Ribeiro), bereiste in den 1920er Jahren mehrfach Deutschland und schrieb darüber ein Buch (u. a. Berlin, Hildesheim, Hamburg).

Portugal ist das einzige südeuropäische Flächenland, aus dem kein Schlagersänger in Deutschland bekannt wurde. Griechenland, Spanien und Italien ist dies mit einer oder mehreren Personen gelungen.

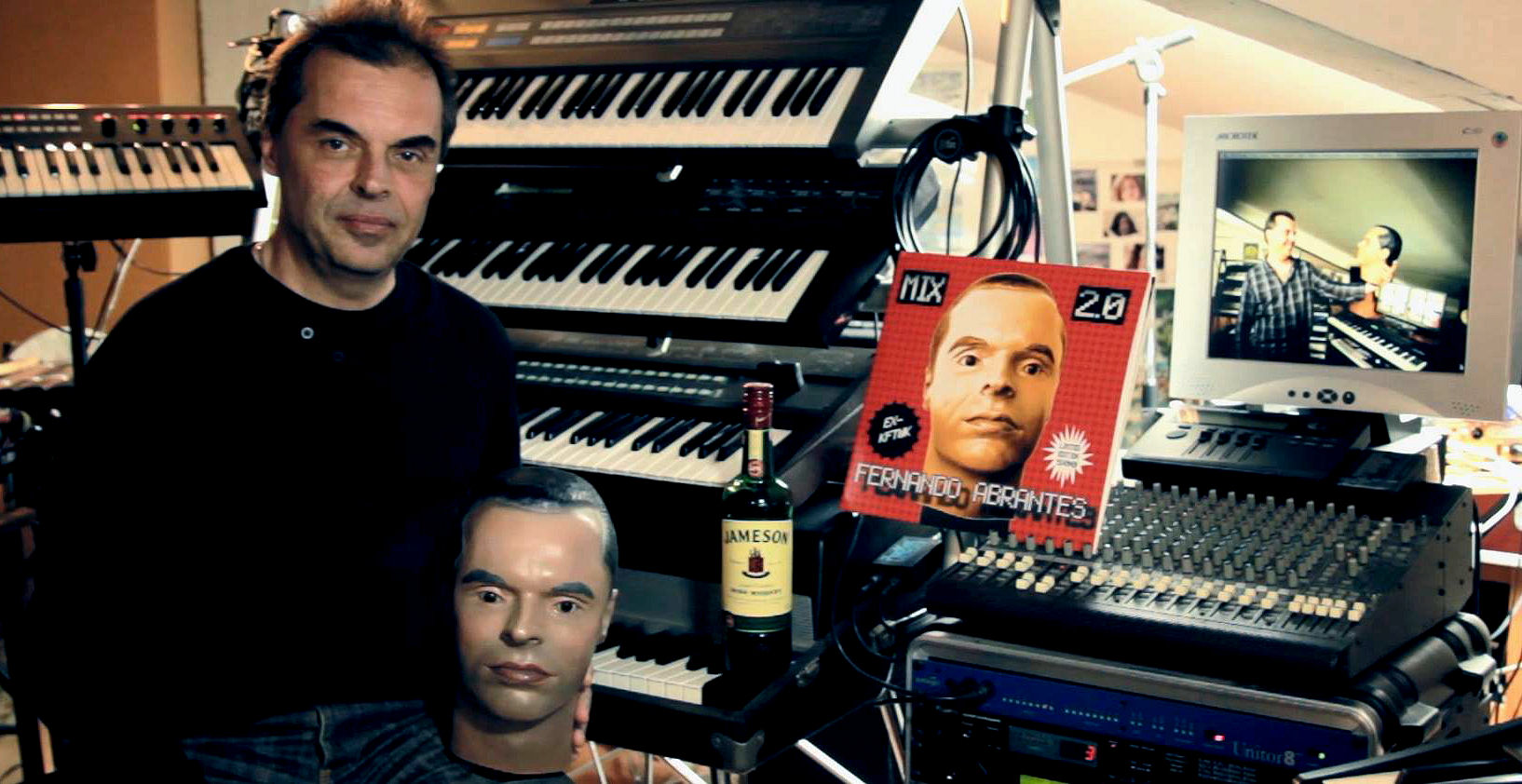
Fernando Abrantes in seinem Studio (2015)
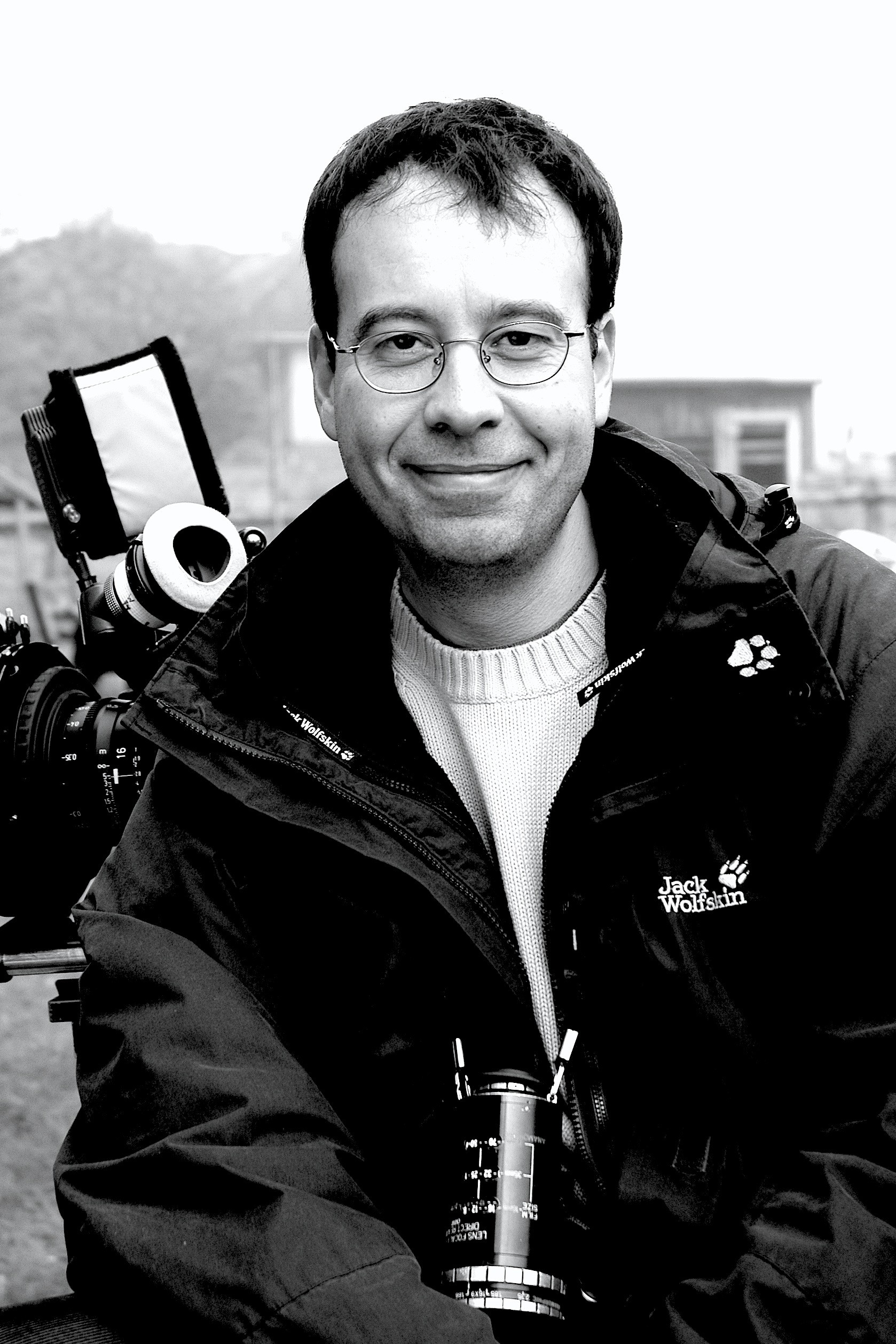
Miguel Alexandre (2010)
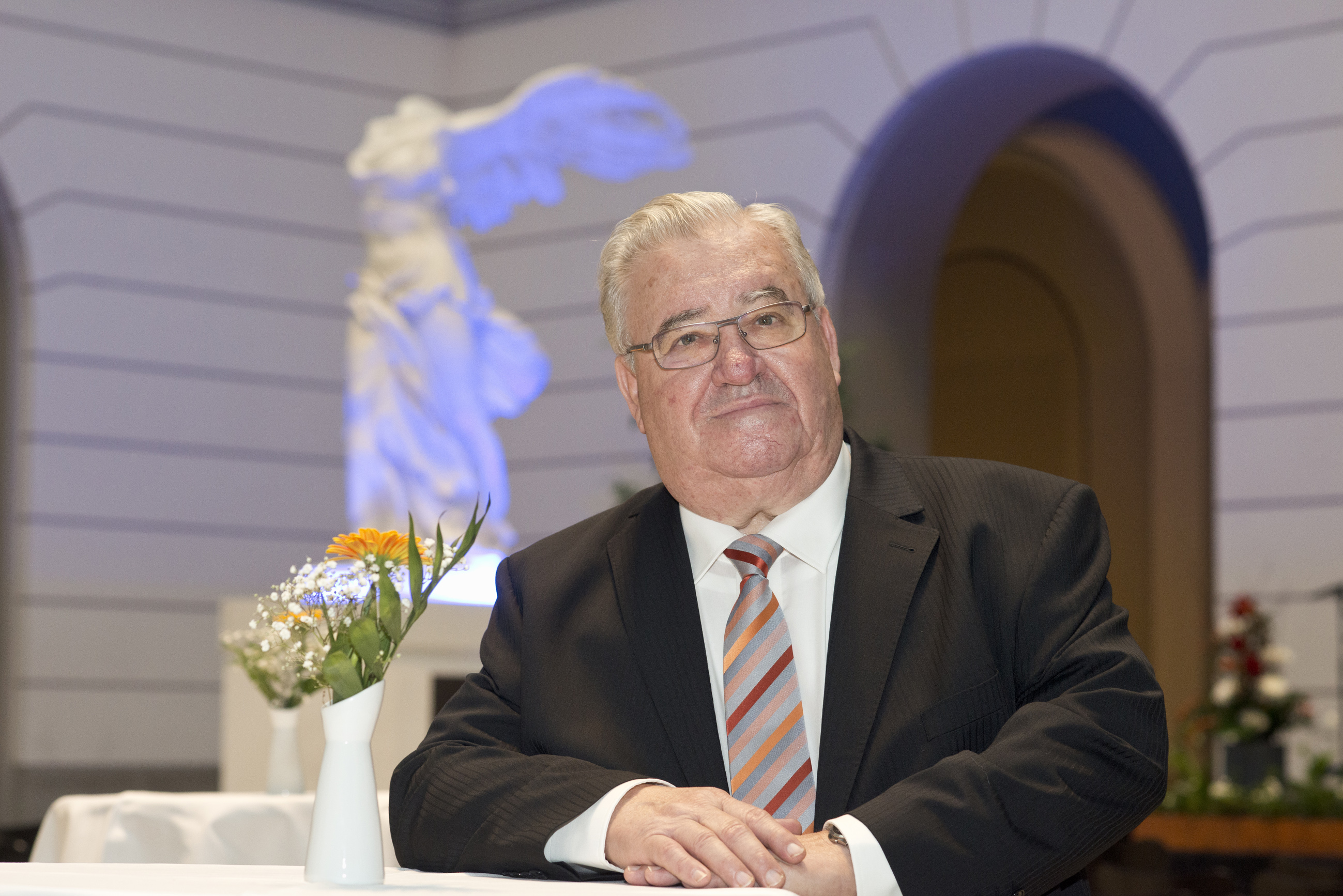
Prof. Dr. José Luis Encarnaçāo (2014)
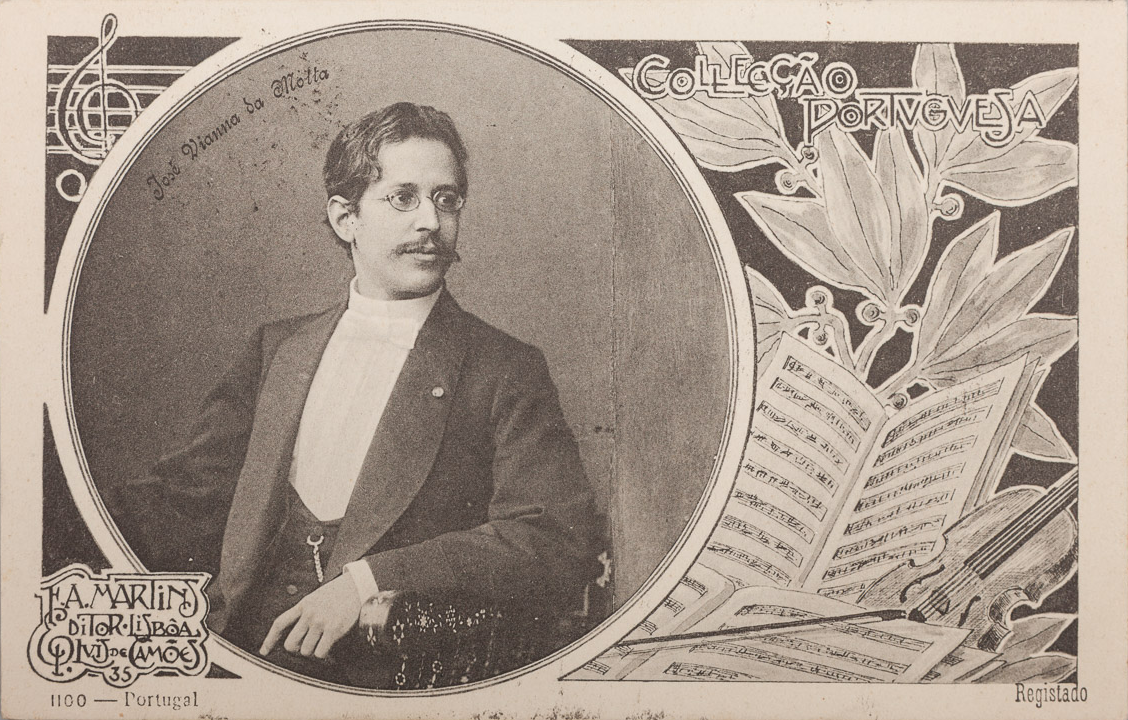
Vianna da Motta, Postkarte von 1905
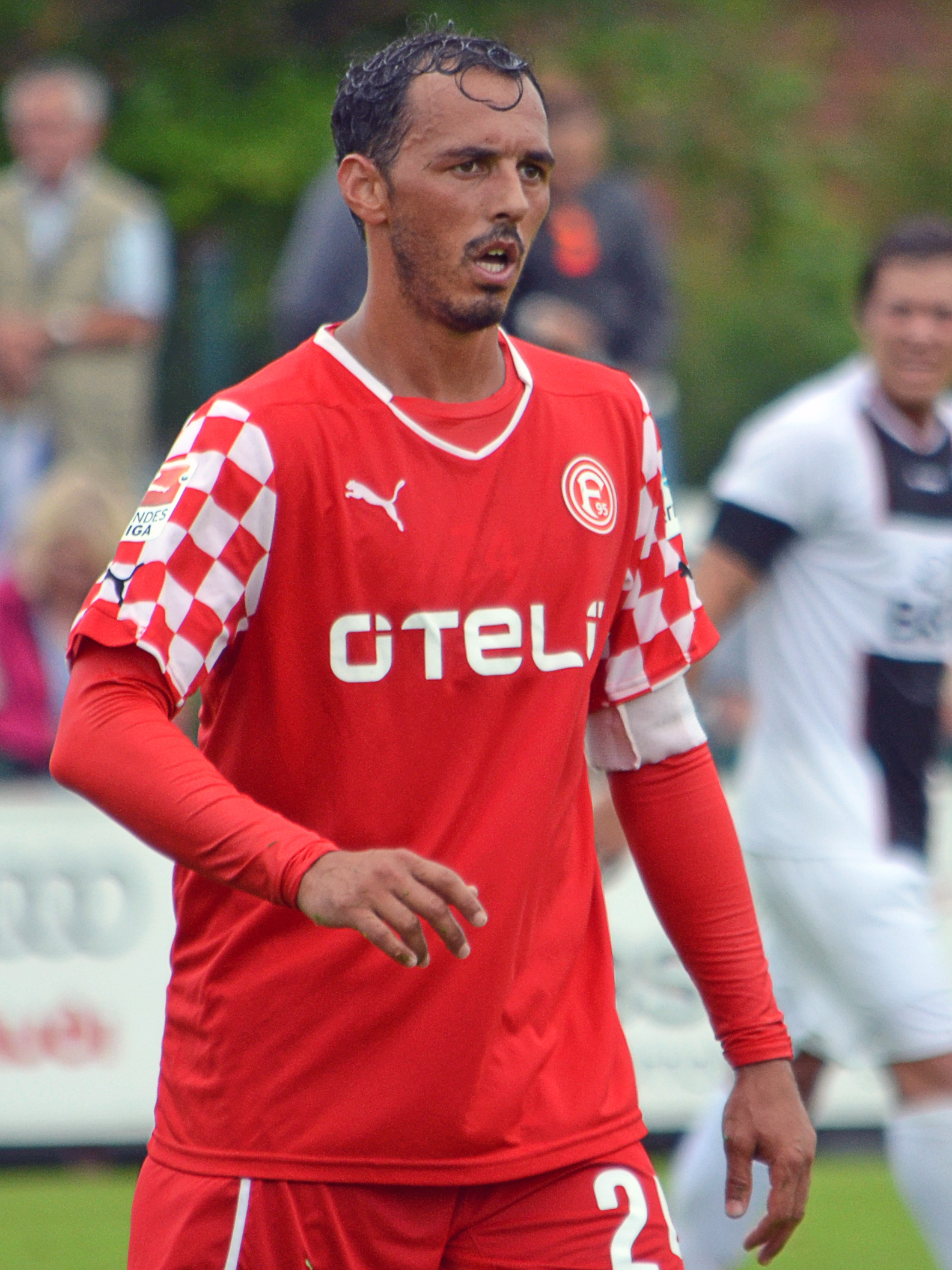
Sérgio Pinto (2014)
Telmo Pires (2009)